# Dourtenga (département)
Dourtenga est un département du Burkina Faso situé dans la province de Koulpélogo de la région Centre-Est. En 2003, le département compte 8 693 habitants.

## Liste des communes
Les communes du département du Dourtenga sont :
- Dourtenga (3 276 habitants), chef-lieu
- Gogo (578 habitants)
- Gorin (406 habitants)
- Kangrétenga (617 habitants)
- Kanlé (267 habitants)
- Katoulbéré (831 habitants)
- Niondin (473 habitants)
- Sougoudin (1 039 habitants)
- Tangoko (505 habitants)
- Yambili (316 habitants)
- Youmtenga (66 habitants)
- Zergoama (319 habitants)